# Glochidion formanii
Glochidion formanii är en emblikaväxtart som beskrevs av Airy Shaw. Glochidion formanii ingår i släktet Glochidion och familjen emblikaväxter. Inga underarter finns listade i Catalogue of Life.